# Tony Gwynn
Anthony Keith Gwynn (Los Ángeles, California; 9 de mayo de 1960-Poway, California; 16 de junio de 2014) fue un beisbolista estadounidense de las Grandes Ligas de Béisbol y uno de los mejores bateadores de la época contemporánea. Logró ocho títulos de bateo con un promedio de por vida de .338 en 20 temporadas con San Diego Padres, el equipo con el cual jugó toda su carrera. Los Padres lo seleccionaron en la tercera ronda del draft. Gwynn, quién bateaba a la zurda con gran elegancia, fue uno de los atletas más queridos en San Diego. Su sobrenombre era "Señor Padre", debido a que jugó 20 años para esa franquicia e ingresó al Salón de la Fama en el año 2007. Gwynn murió en junio de 2014 por complicaciones de cáncer de glándulas salivales.

## Biografía
Gwynn debutó el 19 de julio de 1982 contra los Phillies de Filadelfia, con un promedio a la ofensiva de .289 en 54 juegos, siendo la única temporada en toda su carrera en la que bateó por debajo de .300. En el siguiente año, y para analizar los lanzamientos de los lanzadores, empezó a utilizar el videotape, que desde entonces no solo le ayudaría a él, sino a todos sus compañeros de equipo.
Gwynn se destacó jugando basquetbol y béisbol mientras estudiaba en la Universidad San Diego State a fines de la década de los 70's. Aún es poseedor de las marcas en asistencias por juego, temporada y carrera para los Aztecas. Siempre quiso jugar en la NBA pero en su último año en la Universidad se percató de que el béisbol le garantizaba la entrada al deporte profesional.
En 1984 logró su primer título de bateo (.351) y llegó con su equipo a la Serie Mundial que perdería frente a los Detroit Tigers. En 1987 alcanzó los .370 de promedio, el mayor en 39 años en la Liga Nacional para esa fecha, y otro título como mejor bateador, algo que repetiría los siguientes dos años.

## Años 1990 y retiro
En 1993 alcanzó los 2.000 hits y comenzó una racha de cinco años bateando arriba de .350. Precisamente, para 1994 ostentaba un promedio extraordinario cercano a los .400, pero debido a la huelga de ese año paró su media en .394, el mejor desde Ted Williams de .406, implantado cincuenta y tres años antes. Hasta el año 1997 logró una racha de cuatro títulos de bateo.
Sus números finales: 3141 hits, su promedio de bateo de por vida fue de .338 y ganó ocho títulos de bateo de la Liga Nacional. Se destacó por conectar sencillos a la banda contraria, a través del hueco entre la tercera base y el shorstop.
En 1998 los Padres alcanzaron otra vez la Serie Mundial frente a los New York Yankees, pero perdieron en cuatro juegos consecutivos. En el primer juego de esta Serie Mundial conectó un jonrón contra el lanzador de los Yankees David Wells y en el Juego de Estrellas de 1994 anotó la carrera del triunfo. En 1999 Tony alcanzó la marca de los 3.000 hits.

## 2001: año del retiro
Se retiró en el 2001 y el número de su uniforme (19) fue retirado por la organización de San Diego en 2002. En 2007 ingresó al Salón de la Fama del Béisbol al obtener el 97.6%de los votos. En 15 ocasiones fue convocado al Juego de Estrellas. Jugó en las dos únicos campeonatos de la Liga Nacional y en las dos únicas Series Mundiales de los Padres de San Diego.
"No tenía idea de que todo lo relacionado con mi carrera estaba por suceder", dijo poco después de ingresar al Salón de la Fama junto con Cal Ripken Jr. "Seguro, no lo veía. Sólo sé que el buen Señor me bendijo con capacidades, con buena vista y un buen par de manos, yo trabajé con lo demás".

## Fallecimiento
Tony Gwynn falleció el 16 de junio de 2014 en el suburbio de Poway, debido a complicaciones sufridas por un tumor canceroso de las glándulas salivales en su mejilla derecha, según informó John Boggs, su representante. Los médicos le hicieron un injerto con nervios del cuello para que eventualmente pudiera recuperar el movimiento facial. Él se había sometido a dos operaciones para atender el cáncer en su mejilla derecha entre agosto de 2010 y febrero de 2012. La segunda operación, para remover un nervio facial, pero presentó complicaciones debido a que este se encontraba entrelazado con un tumor alojado dentro de la mejilla. Gwynn llegó a decir que creía que mascar tabaco le había ocasionado cáncer.
"Durante más de 30 años Tony Gwynn fue una fuente de buena voluntad en el deporte nacional, lo extrañaremos profundamente por mucha gente a la que conmovió", dijo el comisionado de Grandes Ligas, Bud Selig.
Se encuentra sepultado en el cementerio Dearborn Memorial Park en Poway en el Condado de San Diego.

## Anécdota
Tras pasar partes de dos temporadas en las Ligas Menores, debutó contra los Phillies de Filadelfia. Tras conseguir dos hits, Pete Rose, el jugador con la mayor cantidad de imparables en la historia de las Grandes Ligas, le dijo "Oye, chico, ¿que tratas de hacer? ¿Alcanzarme en una noche?"